# Cheyenne & Lola
Cheyenne & Lola is een Frans-Belgische televisieserie, die geproduceerd werd door Lincoln TV en Orange Studio. De serie is vanaf 24 november 2020 beschikbaar op streamingdienst streamz en werd in het najaar van 2021 uitgezonden op Eén.

## Verhaal
Cheyenne Valkiers is zes maanden vrij uit de gevangenis en verdient de kost als poetsvrouw voor de oplichter Dany Chapelle en ze werkt ook op een ferry. Lola is de minnares van Dany, die in ieder stadje een ander schatje heeft. Zijn vrouw Carine is op de hoogte van zijn veelvuldige overspel en onthult aan Lola dat zij niets voor hem betekent. Cheyenne komt poetsen en vindt Carine dood op de loopband. Lola beweert dat het een ongeval is. Ze bellen niet naar de politie, maar laten het lijk verdwijnen en betalen daar de crimineel Yannick voor. Later geraken ze verzeild in een netwerk van mensensmokkel.  

## Rolverdeling
| Acteur               | Personage         |
| -------------------- | ----------------- |
| Veerle Baetens       | Cheyenne Valkiers |
| Charlotte Le Bon     | Lola              |
| Patrick d'Assumçao   | Yannick           |
| Alban Lenoir         | Mickaël           |
| Sophie-Marie Larrouy | Mégan             |
| Stéphen Di Tordo     | Dany Chapelle     |
| Manda Touré          | Espérance         |
| Charlotte Bartocci   | Nadège            |
| Natalia Dontcheva    | Babette           |

## Afleveringen
1. Le Big Bang (53 minuten)
2. L'échelle de Jacob (64 minuten)
3. Les chacals (54 minuten)
4. Eldorado (53 minuten)
5. A la vie à la mort (57 minuten)
6. Dancing Queen (59 minuten)
7. Romance (56 minuten)
8. Plus dure sera la chute (55 minuten)